# زن سیسیلی و برهنه
زن سیسیلی و برهنه (ایتالیایی: Moglie nuda e siciliana) یک فیلم کمدی سکسی سبک ایتالیایی به کارگردانی آندرئا بیانکی است که در سال ۱۹۷۷ ساخته و در سال ۱۹۷۸ منتشر شد.

## گزیدهٔ بازیگران
- کریستیانا بورگی
- ماریا پیا کنته
- ماری‌آنجلا جوردانو
- لوچو فلائوتو